# Konstantin Neven DuMont

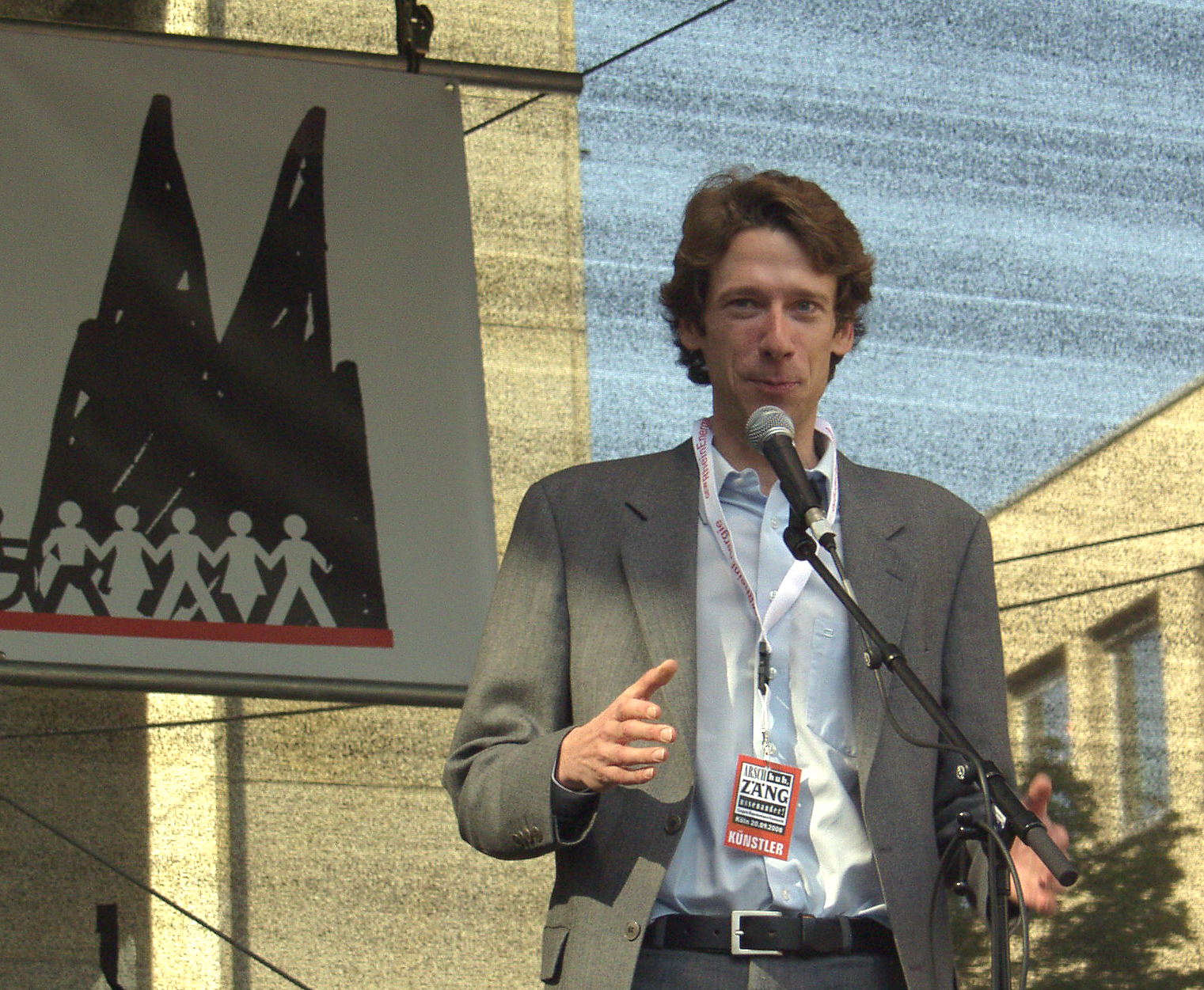
Konstantin Neven DuMont auf der politischen Demonstration „Köln stellt sich quer“

Konstantin Neven DuMont (* 11. November 1969 in Bergisch Gladbach) ist ein deutscher Unternehmer, Manager, Verleger und Moderator.

## Leben
Konstantin Neven DuMont ist ein Sohn von Alfred und Hedwig Neven DuMont, geb. Prinzessin von Auersperg. Seinen Universitätsabschluss machte er 1994 in den Vereinigten Staaten von Amerika an der School of Communication and Journalism, University of Oregon. Von 1998 bis 2008 war er Geschäftsführer von M. DuMont Schauberg. Von 2004 bis 2008 war er Sprecher der Geschäftsleitung des Unternehmensbereich Köln, u. a. (Kölner Stadt-Anzeiger, Express und Kölnische Rundschau). Von Januar 2009 bis Dezember 2010 war er Vorstand der Mediengruppe M. DuMont Schauberg und verantwortete Unternehmensstrategie und Kommunikation. Er war Vorsitzender des publizistischen Beirats von Berliner Zeitung, Berliner Kurier und Hamburger Morgenpost, war Vorsitzender des Herausgeberrats der Frankfurter Rundschau und Herausgeber des Kölner Stadt-Anzeiger, des Express und der Mitteldeutschen Zeitung. Außerdem moderierte er die Fernsehsendung Quo vadis Colonia im Kölner Lokalfernsehsender center.tv, an dem das Verlagshaus M. DuMont Schauberg direkt beteiligt ist. 
Im Mai 2011 gründete Neven DuMont das Unternehmen KNDM GmbH, das nach seinen Angaben „Bewegtbilder, journalistische Inhalte und Podcasts produzieren“ sollte, „die sich mit Missständen in den Bereichen Politik, Justiz, Medien und Wirtschaft beschäftigen und Verbesserungsvorschläge aufzeigen.“ Die zugehörige Online-Plattform bewarb sich mit den Eigenschaftswörtern „kritisch – nachhaltig – direkt – meinungsbildend“. Am 21. Dezember 2011 ging sein erstes eigenständiges Web-Portal evidero.de online. Im Februar 2013 übertrug er seine Anteile der Mediengruppe M. DuMont Schauberg an seine Eltern. Seitdem konzentrierte sich seine Dachgesellschaft KNDM GmbH verstärkt auf die Immobilienbranche. Die Mehrheit des Medienportals evidero.de wurde im Oktober 2013 verkauft.
Anfang März 2013 bewarb sich Neven DuMont auf die durch den Weggang von Monika Piel frei werdende Stelle als Intendant des WDR.

## Ausscheiden aus dem Familienunternehmen M. DuMont Schauberg
Am 9. November 2010 wurde Konstantin Neven DuMont vom Aufsichtsrat der Mediengruppe M. DuMont Schauberg (unter Vorsitz seines Vaters) auf unbestimmte Zeit beurlaubt. Seit dem 18. November 2010 wird er nicht mehr als Herausgeber der Frankfurter Rundschau geführt. Am 22. November 2010 wurde er von der Mediengruppe M. DuMont Schauberg auch als Herausgeber des Kölner Stadt-Anzeiger, des Express und der Mitteldeutschen Zeitung abberufen. Die Verlagsgruppe warf ihm vor, „sich in abträglicher und geschäftsschädigender Weise über das eigene Unternehmen in der Öffentlichkeit, einschließlich in Konkurrenzblättern“ geäußert zu haben. Am 8. Dezember 2010 wurde bekannt, dass Konstantin Neven DuMont auch aus dem Vorstand der Verlagsgruppe M. DuMont Schauberg abberufen wurde. Auslöser für die Unstimmigkeiten sollen Beiträge Konstantin Neven DuMonts und anderer im Weblog des Journalisten Stefan Niggemeier gewesen sein. Konstantin Neven DuMont bestreitet diese Darstellung. Unterschiedliche publizistische Grundsätze seien der Grund für sein Ausscheiden als Vorstand und Herausgeber gewesen. Er habe den massiven Ausbau des investigativen Journalismus gefordert, sich damit aber nicht durchgesetzt.
Gemäß einer Einigung mit der Mediengruppe M. DuMont Schauberg galt seine im November 2010 ausgesprochene Beurlaubung als Vorstand bis zum 30. Juni 2011. Als Anteilseigner blieb er der Mediengruppe jedoch zunächst verbunden. Auf dem Höhepunkt der Streitigkeiten hatte Konstantin Neven DuMont wiederholt öffentlich eine Auszahlung seiner Anteile für den Fall eines erzwungenen Ausscheidens aus dem Familienunternehmen gefordert. Den Erlös wollte er vor allem als Startkapital für ein eigenes Medienunternehmen verwenden. Nachfolgerin als Vertretung des Familienzweigs Neven DuMont im Vorstand der Mediengruppe M. DuMont Schauberg ist seit dem 1. März 2011 Konstantins ältere Schwester Isabella Neven DuMont. Im Februar 2013 übertrug Konstantin Neven DuMont seine Geschäftsanteile im gegenseitigen Einvernehmen an seine Eltern.

## Weitere Tätigkeiten
Ehrenamtlich engagiert er sich u. a. als Aufsichtsrat der Deutschen Presse-Agentur (bis Juni 2011), Schöffenrichter des Land- und Finanzgerichts Köln, Mitglied des Deutschen Presserats, Vorstandsmitglied der Freunde Wallraf-Richartz-Museum und Museum Ludwig, Verwaltungsrat des ASV Köln und als Vorsitzender des Aufsichtsrats des Karnevalsvereins Goldene Jungs e. V. Köln. Im März 2013 investierte er in das Ausbildungsportal azubister.net.